# Джон Джерард

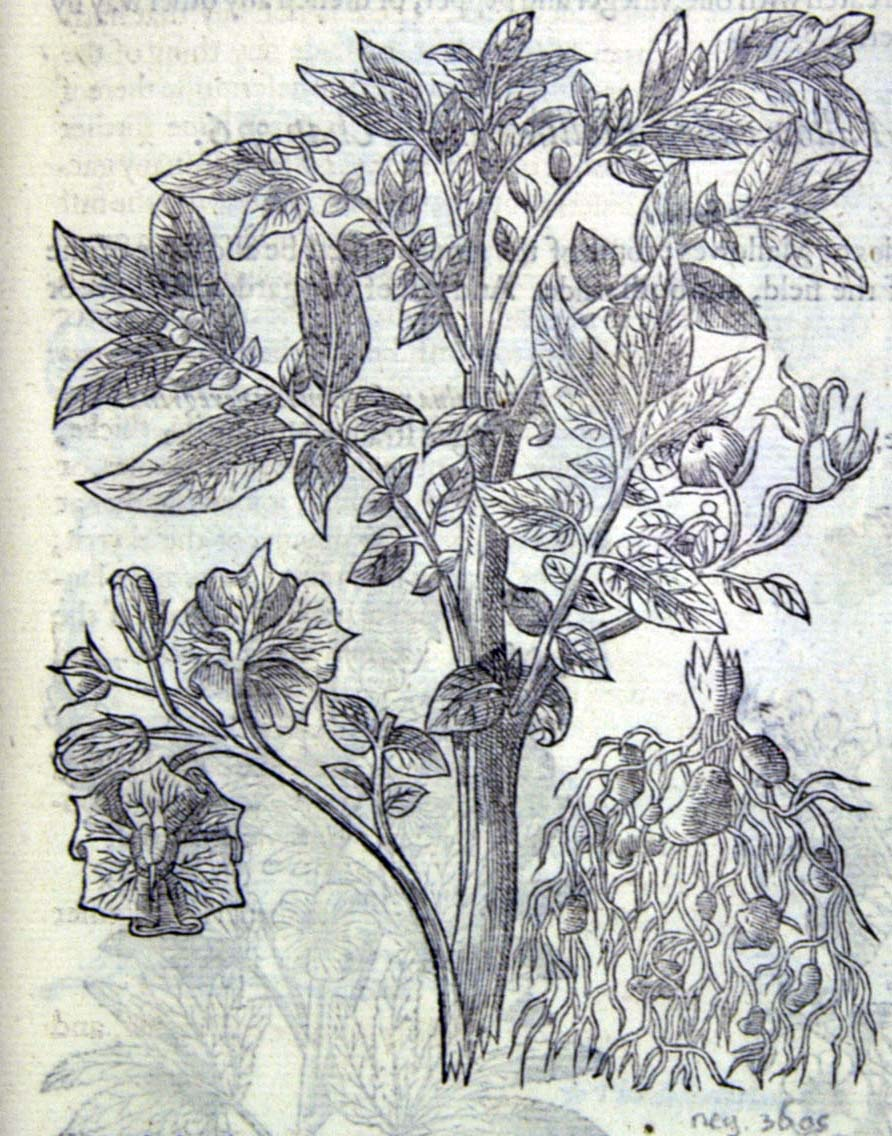
Ілюстрація з роботи The Herball or Generall Historie of Plantes (1597)

Джон Джерард (англ. John Gerard, 1545 — лютий 1612) — англійський ботанік, травник, натураліст, лікар, хірург.

## Біографія
Джон Джерард народився у кінці 1545 року в графстві Чешир.
Більш як 20 років він був керівником садів у Лондоні. У 1596 році Джерард видав каталог рослин, вирощених у його власному саду в Лондоні. У 1597 році він написав наукову працю The Herball or Generall Historie of Plantes, опубліковану в Лондоні. У 1599 році він видав наукову працю Catalogus arborum, fruticum ac plantarum tam indigenarum, quam exoticarum.
Джон Джерард помер у Лондоні в лютому 1612 року.

## Наукові праці
- The Herball or Generall Historie of Plantes. London, 1597[6].
- Catalogus arborum, fruticum ac plantarum tam indigenarum, quam exoticarum. 1599[7].

## Почесті
Шарль Плюм'є назвав на його честь рід рослин Gerardia.